# دارين فيتزجيرالد
دارين فيتزجيرالد (بالإنجليزية: Darren Fitzgerald)‏ هو لاعب كرة قدم بريطاني، ولد في 16 ديسمبر 1977 في بلفاست في المملكة المتحدة. شارك مع منتخب أيرلندا الشمالية تحت 21 سنة لكرة القدم. أما مع النوادي، فقد لعب مع أردز وغلينتوران ونادي بيليمينا يونايتد ونادي رينجرز.

## وصلات خارجية
- دارين فيتزجيرالد على موقع قاعدة بيانات كرة القدم.إي يو (الإنجليزية)